# Balonmano playa

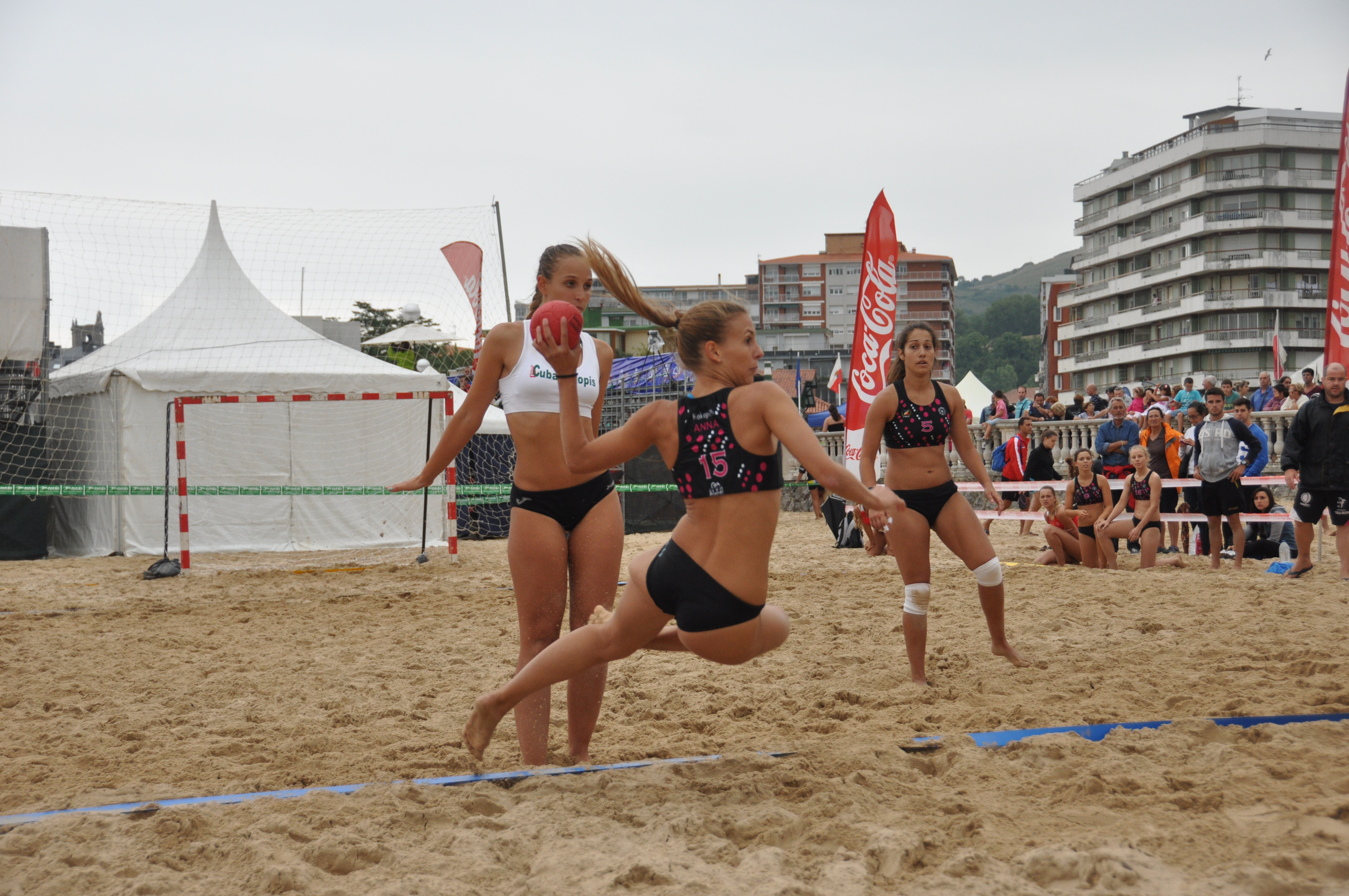
Balonmano playa femenino.

El Balonmano playa es un deporte de equipo en el que dos equipos pasan y hacen rebotar o rodar una pelota, intentando introducirla en la portería del equipo contrario. El juego es similar al balonmano estandar, pero se juega sobre arena en lugar de sobre un suelo sólido. Como la pelota pierde la mayor parte de su rebote en la arena, hay poco o ningún regate y los jugadores realizan más pases, ya que siguen aplicándose las reglas de desplazamiento.
Al igual que sucede en el vóley playa o en el fútbol playa, este se practica descalzo en una playa de arena. En el balonmano playa, hay dos equipos, cada uno con 4 jugadores (incluyendo el portero).

## Terreno de juego
El terreno de juego es un rectángulo de 27 metros de largo y 12 metros de ancho. El área de juego es de 15 metros de largo y 12 metros de ancho delimitado por líneas de una anchura máxima de 8 centímetros. Las porterías son como las del handball tienen 2 metros de alto y 3 metros de ancho.

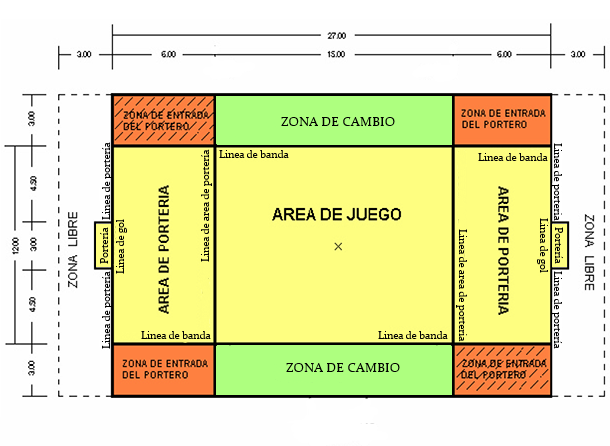
Campo de juego del balonmano playa.

## Reglas
El partido se divide en dos sets de 10  minutos, se disputa por dos equipos compuestos por cuatro jugadores cada uno, incluido el portero en defensa o el especialista o peto en ataque (este vestido del mismo color del portero). Cada equipo tiene cuatro reservas. El comienzo de cada periodo, e incluso del Gol de oro en caso de empate, comienza con saque de árbitro al aire en medio del terreno de juego.
El objetivo del juego es marcar en la puerta rival, pasando y tirando la pelota con sus manos.
El balón es de goma no resbaladizo, con un peso de 350 a 370 gramos y de circunferencia de 54 a 56 centímetros para los hombres, y para las mujeres el peso ronda los 300 gramos y con circunferencia de 50 a 52 centímetros.
Hay dos tipos de goles: normales y dobles. Los goles normales son marcados de la forma tradicional por cualquier jugador excepto el portero o peto, cuyos goles son siempre dobles. Los goles dobles se pueden marcar de tres formas:
- Por gol de peto o portero.

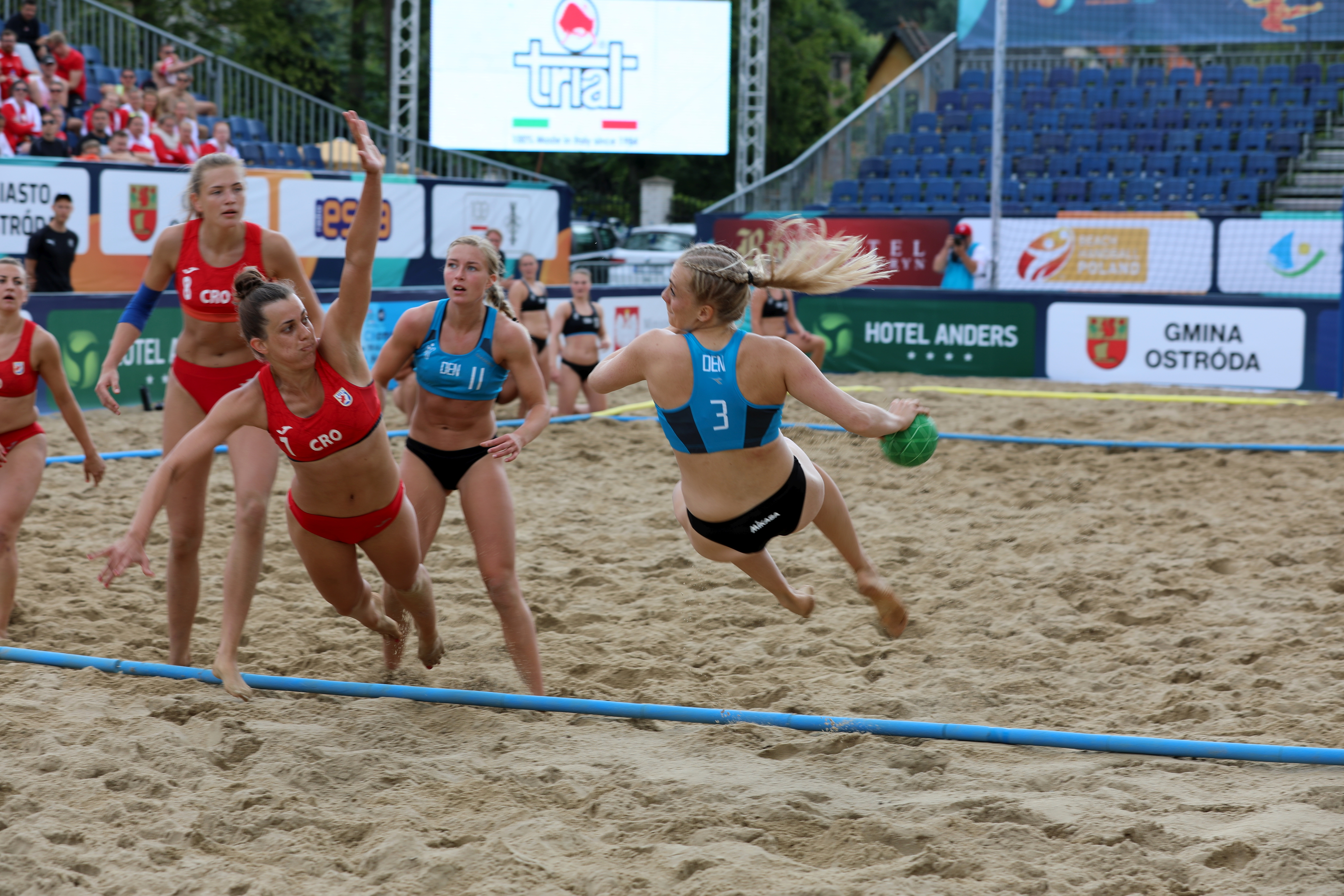
Tiro doble por 360°

- Marcando un gol de fly, consiste en que un jugador pasa el balón y el compañero lo atrapa en el aire (es decir, sin que sus pies estén en contacto con el suelo) y marcando gol antes de caer.[1]
- Marcando un 360° o giro, se realiza con el jugador dando uno o dos pasos y después un punto cero, tras la parada se salta y en el aire se hace una rotación de 360° sobre el cuerpo (importante hacer el giro completo, de lo contrario, el árbitro dará el gol como normal y no como doble)

También es importante mencionar que en defensa no hay ningún tipo de contacto (al contrario que en balonmano pista) sólo para provocar falta en ataque, cualquier contacto ilegal es castigado con una expulsión y el jugador deberá permanecer fuera de pista durante una posesión, normalmente una defensa de su equipo; cuando un jugador acumule dos exclusiones será sancionado con tarjeta roja, haciendo así que no pueda volver a jugar ese partido.
El equipo que, al final de cada serie, marque más goles en la puerta rival, gana el partido. En caso de empate al final de diez minutos, el partido continuará y ganará el primer equipo que marque (gol de oro).
Si un equipo gana ambos sets, gana el partido con el resultado de 2-0. Si ambos equipos consiguen ganar un juego, el partido se decide en tanda de shoot out (contraataques). 
El equipo que gana la tanda de penaltis, gana la partida con el resultado de 2-1.